# Reginald George Malcolm
Reginald George Malcolm, kanadski letalski častnik, vojaški pilot in letalski as, * 14. januar 1891, Owen Sound, Ontario.
Nadporočnik Malcolm je v svoji vojaški službi dosegel 8 zračnih zmag.

## Življenjepis
Med prvo svetovno vojno je bil sprva pripadnik Kraljevega letalskega korpusa, nato pa RAF.

## Odlikovanja
- Military Cross (MC)